# Cessna 185

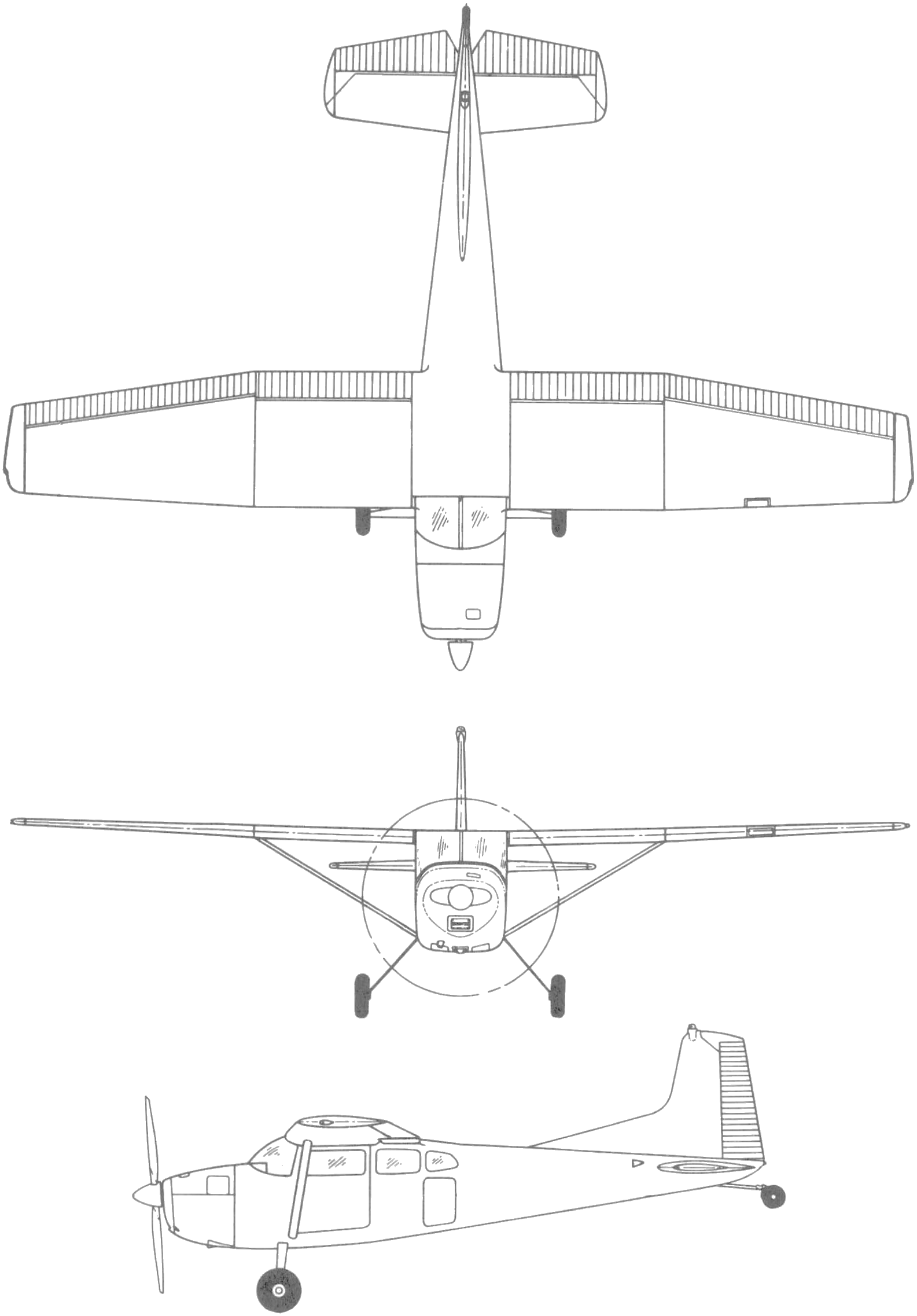
Cessna U-17A

Il Cessna 185 Skywagon era un monomotore da turismo ad ala alta prodotto dall'azienda statunitense Cessna Aircraft Company dagli anni sessanta agli anni ottanta.
Destinato al mercato dell'aviazione generale era caratterizzato dall'ampia fusoliera a sei posti abbinata all'impostazione stilistica aziendale, ovvero ala alta, carrello fisso ed impennaggio classico monoderiva.

## Versioni

### Militari
U-17A
versione militare del Cessna 185E, equipaggiata con un motore Continental IO-470-F da 260 hp (194 kW). Venne fornito dall'USAF ad un buon numero di forze aeree mondiali grazie al Military Assistance Programme.
U-17B
versione militare del Cessna A185E, equipaggiata con un motore Continental IO-520-D da 300 hp (224 kW). Venne fornito dall'USAF ad un buon numero di forze aeree mondiali grazie al Military Assistance Programme.
U-17C
versione light utility aircraft quadriposto, equipaggiata con un motore Continental IO-470-L piston engine.

## Utilizzatori

### Militari
(lista parziale)
 Sudafrica
- Suid-Afrikaanse Lugmag

24 Cessna 185A, 12 Cessna 185D e 9 Cessna 185E in servizio dal 1962 al 2006.
 Thailandia
- Kongthap Ruea Thai

nel 1996 risultavano almeno 3 esemplari di U-17A/B destinati ai marines ed impiegati nel ruolo di aereo da collegamento.
 Uruguay
- Fuerza Aérea Uruguaya[4]

nel 1996 risultavano in servizio 5 U-17.